# William Douglas (9e comte d'Angus)
William Douglas, 9e comte d'Angus (1533 - 1er juillet 1591, à Glenbervie) est un noble écossais et un ardent partisan de Marie Stuart.

## Biographie
Il est le fils aîné de Archibald Douglas de Glenbervie (en) et de son épouse Agnes, fille de William Keith, 3e comte Marischal. À la mort d'Archibald Douglas (8e comte d'Angus) (en) sans héritier, il lui succède en 1588.
Robert Douglas déclare que "Sir William Douglas de Glenbervie [comme il était appelé avant son accession au comté) était un homme de grand honneur et intégrité, et un ami fidèle de la reine Mary. Il l'accompagne dans son expédition vers le nord et se comporte avec la plus grande force et résolution lors du combat de Corrichie anno 1562 ".
Le comté est revendiqué par Jacques VI, qui intente un procès contre Douglas, pour avoir réduit les chartes liées au titre, mais le 7 mars 1589, une décision est rendue en faveur de ce dernier.
Il avait deux chartes sous le grand sceau d'Écosse, de la reine Mary, des terres et de la baronnie de Glenbervie, Kemnay et plusieurs autres.
Douglas est décédé en juillet 1591, dans sa 59e année.

## Famille
Le comte épouse Giles, fille de Robert Graham de Morphie, et a six fils et quatre filles   :  
- William Douglas (10e comte d'Angus) (en), fils aîné et héritier[2]
- Archibald Douglas, Parson de Glenbervie (décédé en 1584)[2]
- George Douglas (décédé en 1590), qui assiste à Jacques VI au Danemark[6].
- Robert Douglas de Glenbervie, reçoit de son père les terres de Glenbervie par charte datée du 14 juillet 1592.
- Duncan Douglas, Parson de Glenbervie (décédé en 1591)
- Gavin Douglas (décédé le 1er octobre 1616) qui épouse Elizabeth Keith; ancêtres de la famille de Douglas de Bridgeford
- John Douglas de Barras
- Francis Douglas (dc 1600)
- Henry Douglas de Tannachy (décédé le 5 octobre 1595) qui épouse Janet Murray avant 1580.
- Margaret Douglas, mariée à William Forbes de Monymusk
- Jean Douglas, marié à John Wishart de Balisycht
- Elizabeth Douglas, mariée à Thomas Gordon de Cluny
- Sarah Douglas, mariée à Robert Strachan, puis à George Auchinleck de Balmanno